# Піт Радемахер
Томас Пітер Радемахер (англ. Thomas Peter Rademacher; 20 листопада 1928 — 4 червня 2020) — американський боксер, олімпійський чемпіон 1956 року.

## Аматорська кар'єра
Олімпійські ігри 1956
- 1/4 фіналу. Переміг Йозефа Немеца (Чехословаччина)
- 1/2 фіналу. Переміг Даніеля Беккера (Південно-Африканська Республіка)
- Фінал. Переміг Лева Мухіна (СРСР)